# Bethe Correia
Pour les articles homonymes, voir Correia.
Bethe Correia née le 22 juin 1983 à Campina Grande dans l'État du Paraíba au Brésil, est une pratiquante brésilienne d'arts martiaux mixtes (MMA) . Elle combat actuellement à l'Ultimate Fighting Championship dans la catégorie des poids coqs.

## Palmarès en arts martiaux mixtes
| 15 combats     | 11 victoires | 3 défaites |
| Par KO         | 2            | 1          |
| Par soumission | 0            | 1          |
| Sur décision   | 9            | 1          |
| Égalités       | 1            | 1          |

| Résultat | Record | Adversaire                | Méthode                                       | Événement                               | Date              | Round | Temps | Lieu                                    | Notes                                  |
| -------- | ------ | ------------------------- | --------------------------------------------- | --------------------------------------- | ----------------- | ----- | ----- | --------------------------------------- | -------------------------------------- |
| Victoire | 11-4-1 | Sijara Eubanks            | Décision unanime                              | UFC Fight Night: Rodríguez vs. Stephens | 21 septembre 2019 | 3     | 5:00  | Mexico, Mexique                         |                                        |
| Défaite  | 10-4-1 | Irene Aldana              | Soumission (clé de bras)                      | UFC 237: Namajunas vs. Andrade          | 11 mai 2019       | 3     | 3:24  | Rio de Janeiro, Brésil                  |                                        |
| Défaite  | 10-3-1 | Holly Holm                | KO (coup de pied à la tête et coups de poing) | UFC Fight Night: Holm vs. Correia       | 17 juin 2017      | 3     | 1:09  | Kallang, Singapour                      |                                        |
| Égalité  | 10-2-1 | Marion Reneau             | Égalité majoritaire                           | UFC Fight Night: Belfort vs. Gastelum   | 11 mars 2017      | 3     | 5:00  | Fortaleza, Ceará, Brésil                |                                        |
| Victoire | 10-2   | Jessica Eye               | Décision partagée                             | UFC 203: Miocic vs. Overeem             | 10 septembre 2016 | 3     | 5:00  | Cleveland, Ohio, États-Unis             |                                        |
| Défaite  | 9-2    | Raquel Pennington         | Décision partagée                             | UFC on Fox: Teixeira vs. Evans          | 16 avril 2016     | 3     | 5:00  | Tampa, Floride, États-Unis              |                                        |
| Défaite  | 9-1    | Ronda Rousey              | KO (coups de poing)                           | UFC 190: Rousey vs. Correia             | 1er août 2015     | 1     | 0:34  | Rio de Janeiro, Brésil                  | Pour le titre des poids coqs de l'UFC. |
| Victoire | 9-0    | Shayna Baszler            | TKO (coups de poing)                          | UFC 177: Dillashaw vs. Soto             | 30 août 2014      | 2     | 1:56  | Sacramento, Californie, États-Unis      |                                        |
| Victoire | 8-0    | Jessamyn Duke             | Décision unanime                              | UFC 172: Jones vs. Teixeira             | 26 avril 2014     | 3     | 5:00  | Baltimore, Maryland, États-Unis         |                                        |
| Victoire | 7-0    | Julie Kedzie              | Décision partagée                             | UFC Fight Night: Hunt vs. Bigfoot       | 7 décembre 2013   | 3     | 5:00  | Brisbane, Australie                     |                                        |
| Victoire | 6-0    | Erica Paes                | Décision unanime                              | Jungle Fight 54                         | 29 juin 2013      | 3     | 5:00  | Barra do Piraí, Rio de Janeiro, Brésil  |                                        |
| Victoire | 5-0    | Juliete de Souza Silva    | TKO (poings)                                  | WCC: W-Combat 17                        | 1er juin 2013     | 2     | N/A   | Macapá, Amapá, Brésil                   |                                        |
| Victoire | 4-0    | Anne Karoline             | Décision unanime                              | Bokum Fight Championship                | 12 avril 2013     | 3     | 5:00  | Aracaju, Sergipe, Brésil                |                                        |
| Victoire | 3-0    | Elaine Albuquerque        | Décision unanime                              | Heat FC 4: The Return                   | 18 octobre 2012   | 3     | 5:00  | Natal, Rio Grande do Norte, Brésil      |                                        |
| Victoire | 2-0    | Daniely dos Santos Matias | Décision unanime                              | Fort MMA 2: Higo vs. Kevin              | 27 juillet 2012   | 3     | 5:00  | Mossoró, Rio Grande do Norte, Brésil    |                                        |
| Victoire | 1-0    | Daniela Maria da Silva    | Décision unanime                              | First Fight: Revelations                | 31 mai 2012       | 3     | 5:00  | Parnamirim, Rio Grande do Norte, Brésil |                                        |